# كاثلين سيمون (فيكونتيس سيمون)
كاثلين روتشارد سيمون (بالإنجليزية: Kathleen Simon, Viscountess Simon)، صاحبة لقب الفيكونتيس سيمون والسيدة القائد (مانينغ سابقًا، وهارفي قبل الزواج؛ 23 سبتمبر 1869– 27 مارس 1955) هي ناشطة بريطانية في قضايا التحرير من العبودية. استلهمت إجراء البحوث حول العبودية بعد أن عاشت في تينيسي مع زوجها الأول، وانضمت إلى حركة التحرير من العبودية عندما عادت إلى لندن بعد وفاته. قامت بحملة مع زوجها الثاني، السير جون سيمون، ضد جميع أشكال العبودية. اشتهرت بالتزامها بوضع حد للعبودية والتمييز العنصري بالسفر والتحدث بشأن هذه المواضيع طيلة حياتها، وعُيّنت سيدة قائد من رتبة الإمبراطورية البريطانية.

## نشأتها
وُلدت سيمون في راثمنز، جنوب دبلن لأسرة أيرلندية إقطاعية، عائلة هارفي من كايل (بالقرب من إنيسكورثي بمقاطعة وكسفورد). هي الابنة الكبرى لفرانسيس (بولوك قبل الزواج) وفرنسيس هارفي، اللذين  علّما بناتهما تقدير الحرية وازدراء الاستعباد. التحقت سيمون بعدة مدارس في دبلن إلى جانب تلقي التعليم الخاص. تدربت في مهنة التمريض وتزوجت بالطبيب الأيرلندي، توماس مانينغ، في 21 فبراير 1885. انتقل الزوجان إلى الولايات المتحدة واستقرا في تينيسي. كان لهما ابن واحد، برايان أودونغو مانينغ (1891-1964).
انتقلت كاثلين مانينغ إلى لندن بعد وفاة زوجها الأول، وبدأت العمل بوظيفة قابلة في الطرف الشرقي من لندن. بعد أن وجدت أن القبالة لا تعود عليها بما يكفي من المال، عملت في وظيفة مربية أطفال الأرمل السير جون سيمون. عندما أُسر ابنها، الذي عمل في الحرس الأيرلندي أثناء الحرب العالمية الأولى، طلبت المساعدة من سيمون. سرعان ما تمت خطبة الاثنين، وذُكر أن السير جون تقدم بعرض الزواج بعد رفض مارغريت غريفيل له. تزوجت في 18 ديسمبر 1917 في فرنسا، وأصبحت تُعرف بالليدي سيمون، وبقيت هناك للعمل مع الصليب الأحمر.

## الانخراط السياسي
في أثناء إقامة سيمون في تينيسي مع زوجها الأول، شهدت تمييزًا عنصريًا ضد فتاة أمريكية أفريقية شابة تُدعى أماندا. انضمت إلى جمعية مكافحة العبودية عقب انتقالها إلى لندن. ساندت الليدي سيمون القضية القومية الأيرلندية إبان فترة العنصرية ضد السود والسمر، ودفعت زوجها الثاني للانضمام لها، ولكنها أدانت أيضًا حزب شين فين. لم تكن محبوبة من المجتمع الراقي. قال رئيس الوزراء نيفيل تشامبرلين عن السير جون: «كيف له أن يتزوج تلك الزوجة التي لا أعرفها. لا يبدو أنها تلائم دور سيدة رفيعة المستوى!».

### التحرير من العبودية
في عام 1927، قررت الليدي سيمون وزعيمة الحزب الليبرالي المستقبلية، فيوليت بونهام كارتر، تأييد مؤتمر التحرير من العبودية الذي عقدته عصبة الأمم، قائلة إنه «لا ينبغي إقامة حاجز لون من شأنه منع السكان الأصليين من الوصول إلى المناصب التي تناسب قدراتهم ومميزاتهم». نشرت صحيفة التايمز تقرير السير جون والليدي سيمون الذي تناول العبودية القائمة في سيراليون، التي كانت محمية بريطانية في ذلك الوقت. أظهرت الليدي سيمون مرة أخرى اهتمامها بحقوق الأميركيين الأفارقة في عام 1928، عندما حضرت حفل تدشين نصب ويليام ويلبرفورس التذكاري مع رئيس الجمعية الوطنية للنهوض بالملونين، والتر فرانسيس وايت.
على مدار عشرينيات القرن العشرين، أجرت الليدي سيمون بحوثًا حول العبودية في جميع أنحاء العالم، لا سيما في الإمبراطورية والمحميات البريطانية، وارتأت أن هناك أكثر من 6 ملايين شخص «يعيشون في العبودية» في جميع أنحاء العالم. نُشر كتاب العبودية الناجح في عام 1929 وكُرِّس لـ «أماندا تينيسي». رحبت به صحيفة صنداي تايمز بوصفه «إدانة قوية للحضارة الحديثة»، في حين أقرّت صحيفة ديلي نيوز أنه «ليس بمقدور هذا البلد نفض يديه من المسؤولية». استعرض دو بويز الدراسة وأعرب عن تقديره لها، ولكنه وجدها مُعرَّضة للخطر بسبب الاعتماد المفرط على تقارير الإمبراطورية الرسمية. تمخض عن نقاشهم حول الكتاب صداقة طويلة الأمد.
أحرجت الليدي سيمون مؤيدي هيلا سيلاسي الأول، إمبراطور إثيوبيا، عشية الحرب الإيطالية الإثيوبية الثانية، بالكشف عن ثروته من العبيد. ادعت أن بينيتو موسوليني أقنعها بأنه سيحاول القضاء على العبودية في إثيوبيا.